# Jardim do Mar

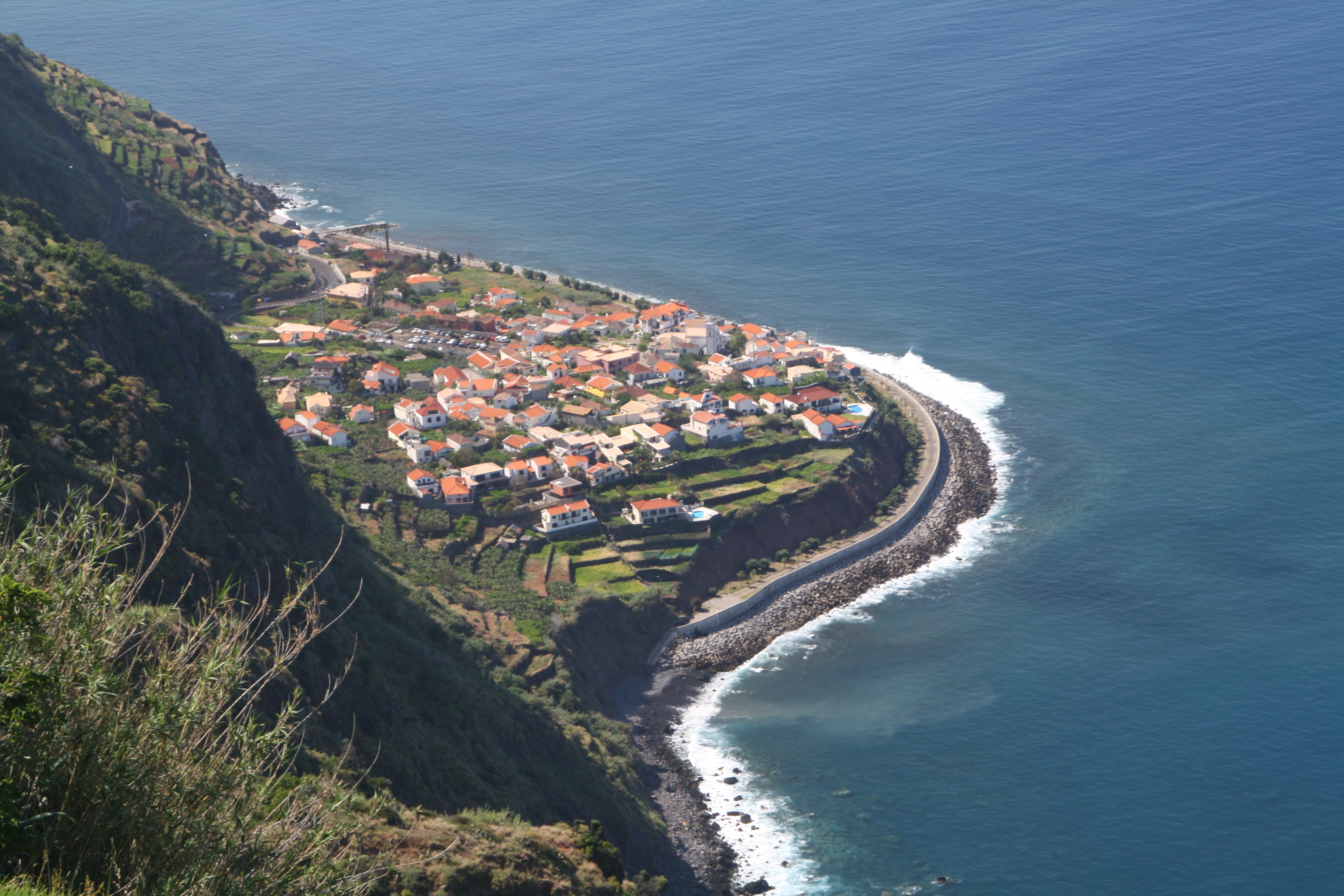
Jardim do Mar

Jardim do Mar ist eine portugiesische Gemeinde (Freguesia) im Kreis Calheta (Madeira). In ihr leben 215 Einwohner (Stand 19. April 2021).

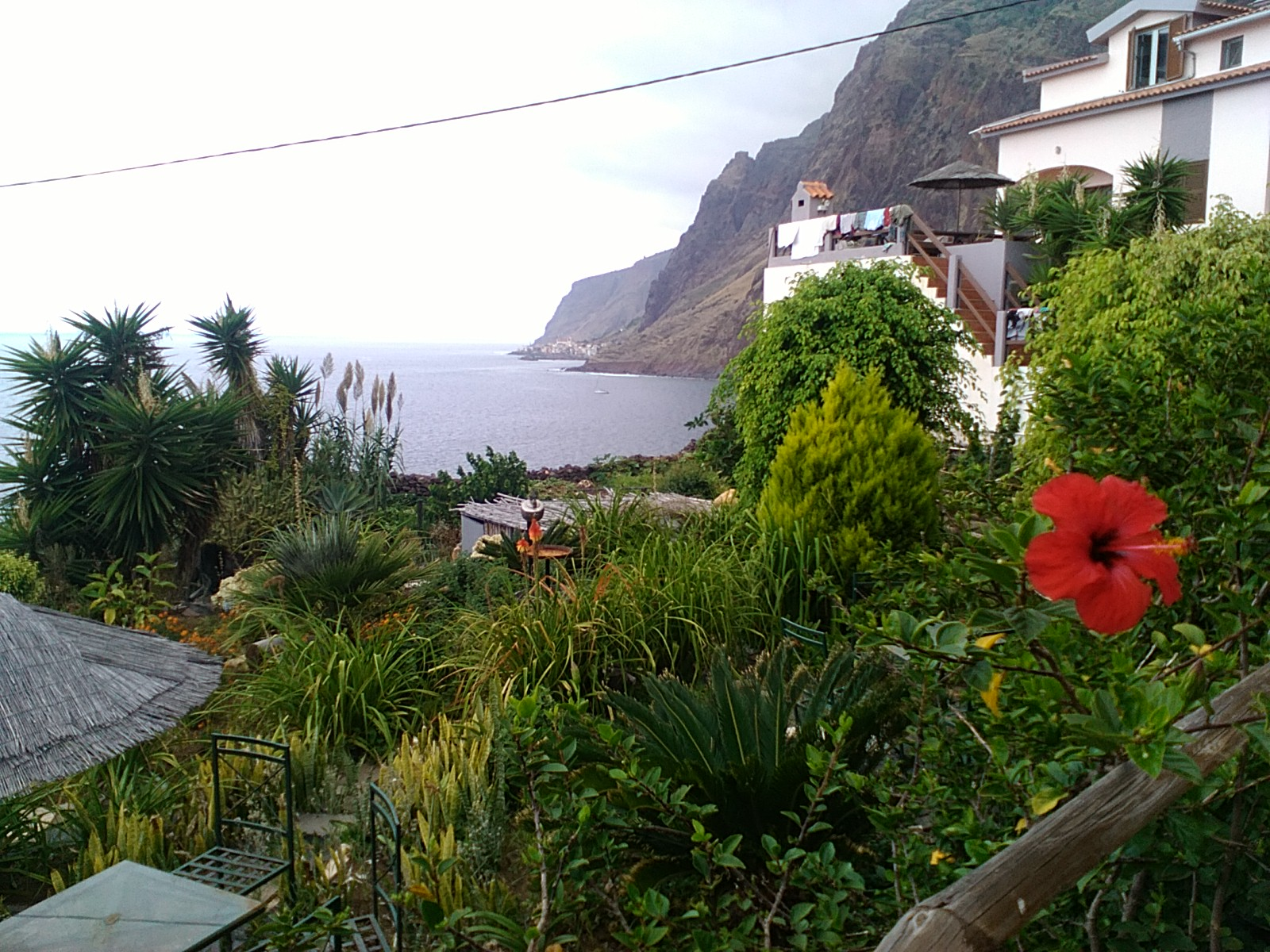
Jardim do Mar, Haus mit Garten
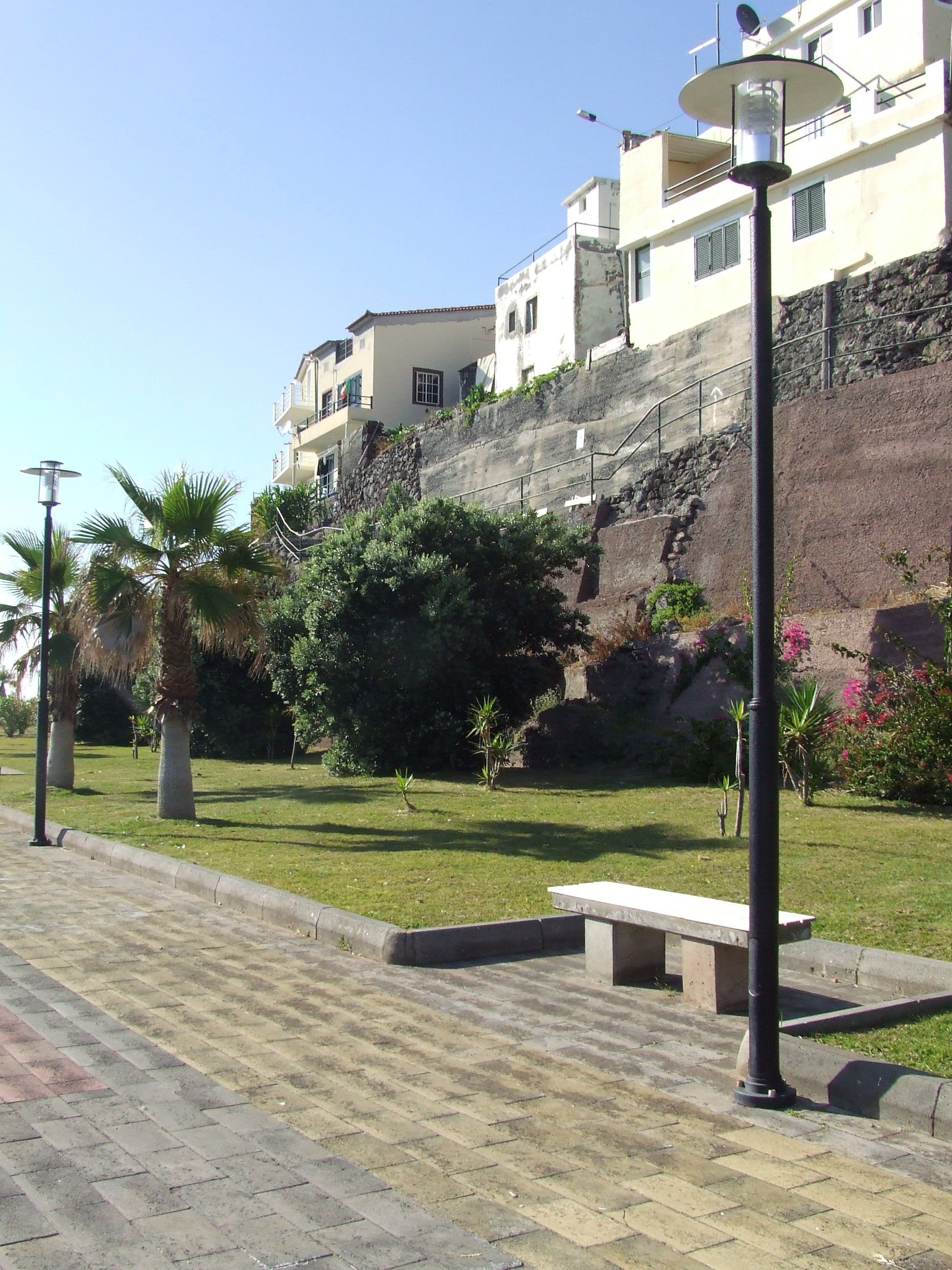
Promenade
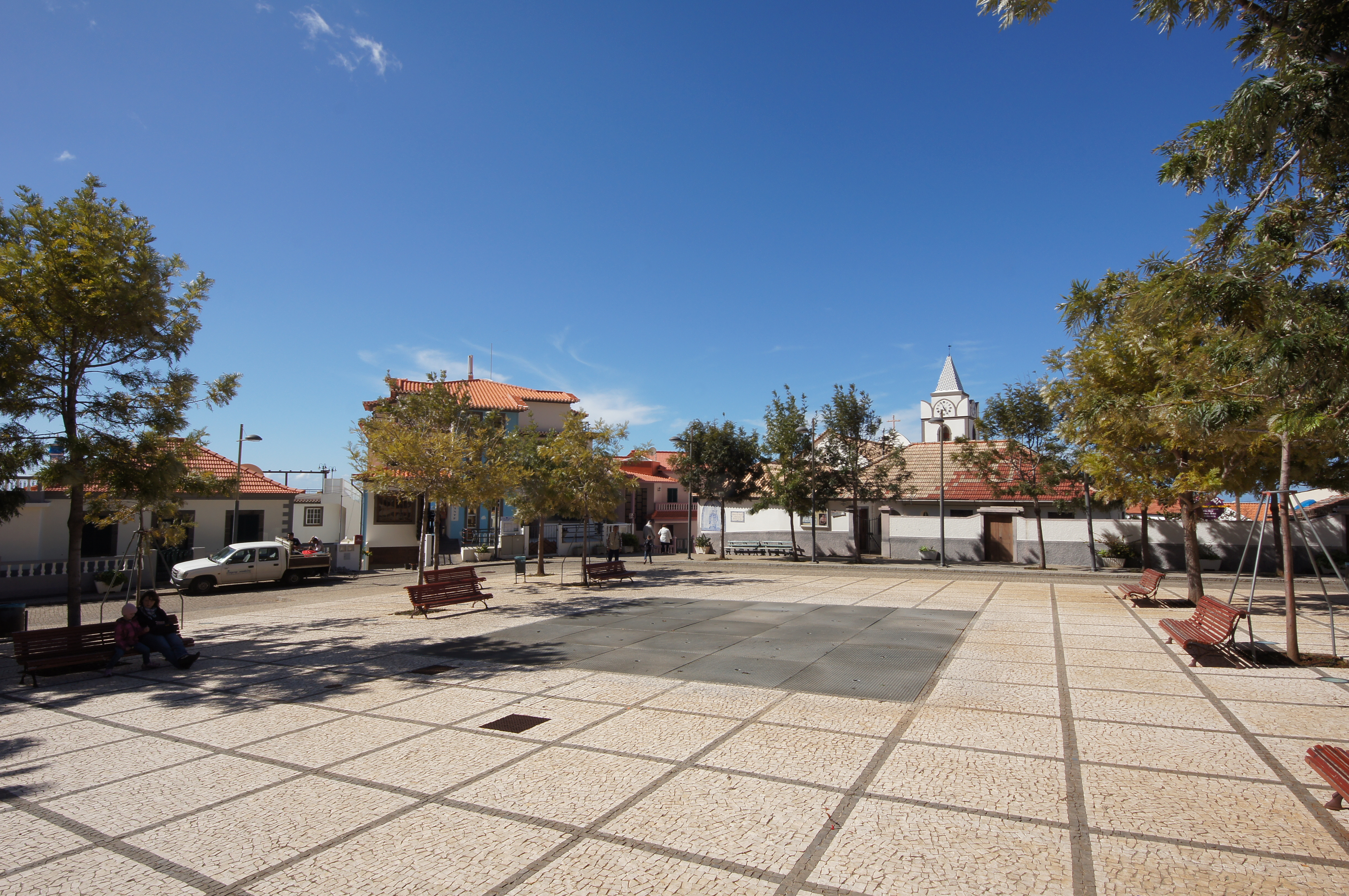
Marktplatz mit Kirche im Hintergrund
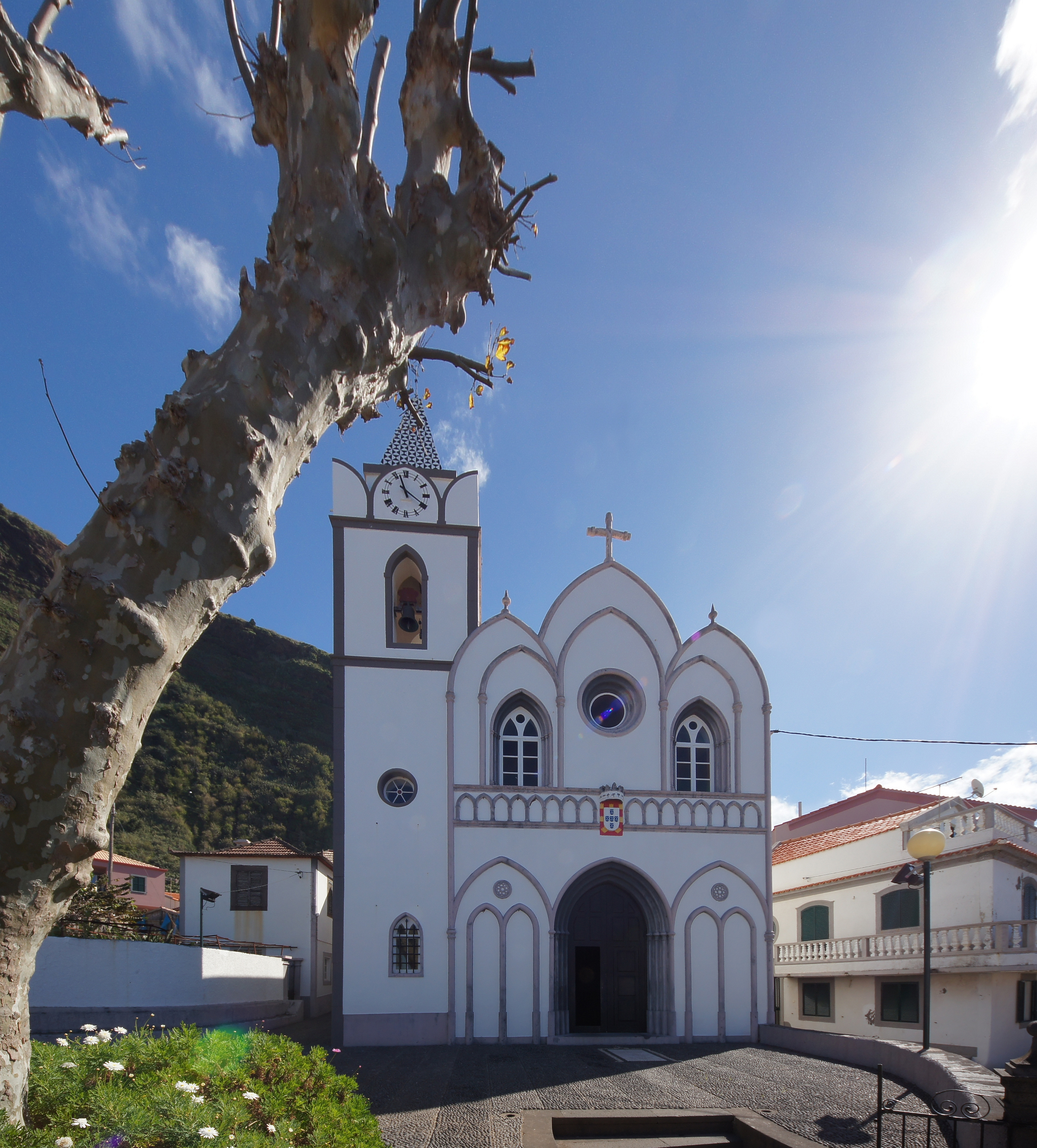
Igreja Matriz de Jardim do Mar
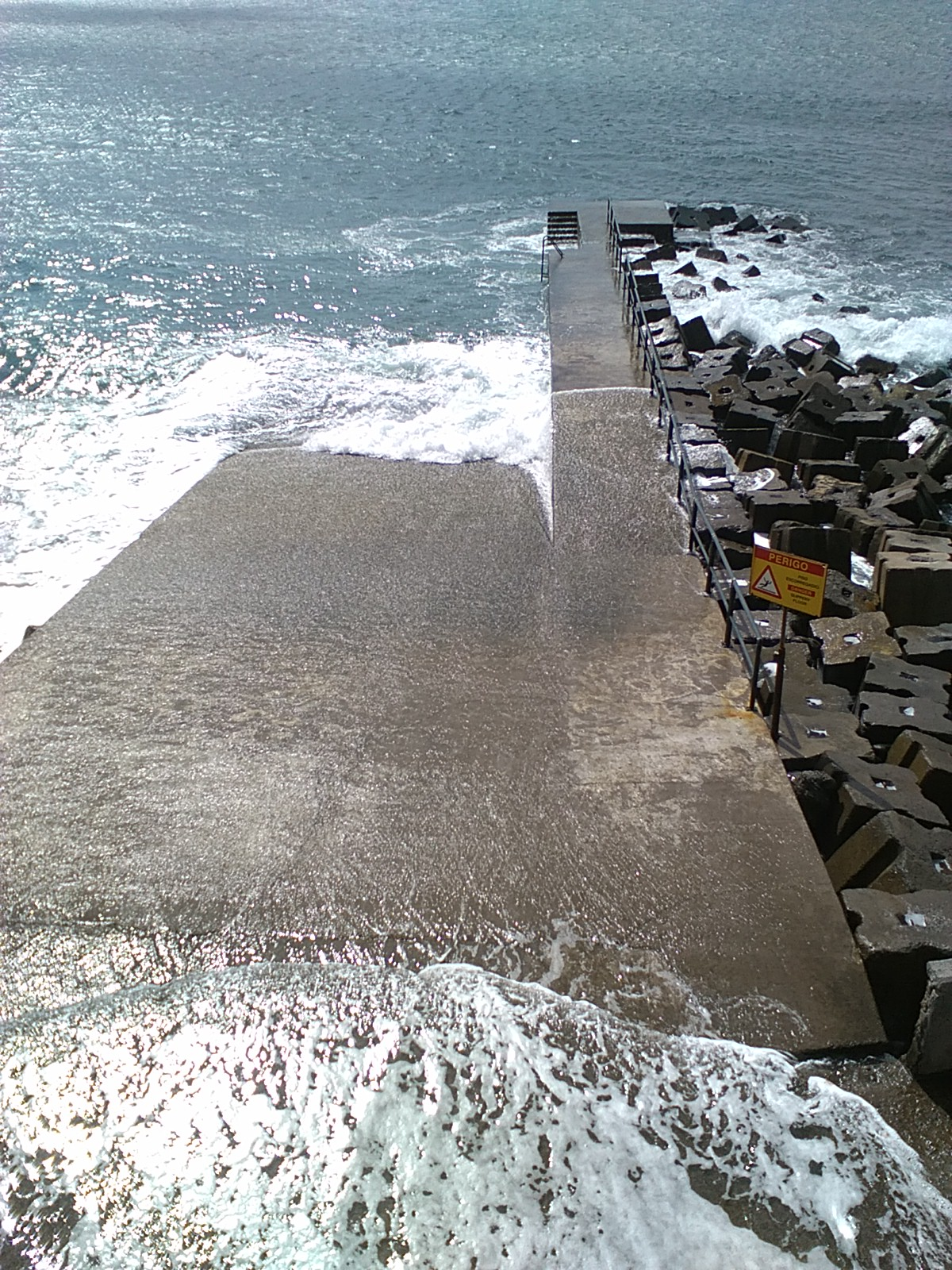
Hafenmole, 2017